# Die Enterprise
Die Enterprise (Originaltitel: The Animated Adventures of Gene Roddenberry’s Star Trek, später bekannt als Star Trek: The Animated Series) ist eine US-amerikanische Science-Fiction-Fernsehserie, die eine Zeichentrick-Fortsetzung der Serie Raumschiff Enterprise darstellt und wie diese im Star-Trek-Universum spielt. Nach dem ersten Star-Trek-Kinofilm wurde die Serie jedoch als nicht zum Star-Trek-Kanon gehörend erklärt, womit sie nicht mehr als Teil des offiziellen Star-Trek-Universums galt. Seit der Veröffentlichung der DVD-Box zur Serie gehört die Serie laut Paramount wieder zum offiziellen Kanon. In Fan-Kreisen wird sie oft mit TAS abgekürzt.

## Inhalt
Die Serie spielt direkt im Anschluss an die ursprüngliche Serie in den Jahren 2269 und 2270. Obwohl die USS Enterprise theoretisch identisch mit dem Raumschiff aus der ursprünglichen Serie ist, enthält sie bereits ein Holodeck wie die Raumschiffe späterer Serien. Außerdem gab es einige neue Ausrüstungsgegenstände wie zum Beispiel Sauerstoffgürtel statt der Raumanzüge. Diese Neuerungen tauchten in den Kinofilmen, die nach dieser Serie spielen, nicht auf.

## Produktion und Veröffentlichung
Die Serie wurde von Filmation produziert und besteht aus 22 knapp 25-minütigen Episoden, die in zwei Staffeln von 1973 bis 1974 erstmals in den USA ausgestrahlt wurden. Im Original wurden die Figuren von den Schauspielern der Realfilmserie gesprochen, mit der Ausnahme von Pavel Chekov (Walter Koenig), der durch Lieutenant Arex, einen Angehörigen einer dreibeinigen und dreiarmigen Spezies, ersetzt wurde. Walter Koenig wirkte als Drehbuchautor an der sechsten Folge mit. Regie führten Bill Reed und Hal Sutherland. Ein weiterer Neuzugang ist Lieutenant M’Ress, die in einigen Folgen der Serie die Position des Kommunikationsoffiziers übernimmt und Uhura vertritt. M’Ress ist Angehörige des Volkes der Caitianer, einer anthropomorphen, katzenartigen Spezies.

## Synchronisation
Die erste Synchronfassung entstand 1976 durch das ZDF im Auftrag der Deutschen Synchron in Berlin. Michael Miller schrieb die Dialogbücher, während Karlheinz Brunnemann die Dialogregie führte. Die Serie wurde für das damalige Kinderfernsehen vom Sender angepasst. So wurden vier Folgen ausgelassen und die anderen Folgen stark verkürzt und teilweise umgeschnitten. Außerdem wurden die Dialoge grob verändert und im Stil der Schnodderdeutsch-Synchronisationen bearbeitet.
Im Jahr 1994 wurde die Serie für die Videoauswertung komplett neu synchronisiert. Für die zweite Synchronfassung schrieb Kurt E. Ludwig weitgehend originalgetreu die Dialogbücher und führte auch die Dialogregie. Im Gegensatz zur gekürzten ZDF-Fassung verpflichtete man fast alle Synchronsprecher, die bereits in der Originalserie sowie der Sat1-Synchronisation zu hören waren. Der deutsche Videotitel lautete Star Trek – Die Abenteuer des Raumschiff Enterprise. 
Mittlerweile wird häufig nur noch die zweite Synchronfassung verwendet. Die Serie wurde auch ins Französische, Russische und Türkische übersetzt.
Die Tabelle nennt die Originalsprecher, ihre Rollennamen, ihre Zugehörigkeit zur Hauptbesetzung (●) bzw. zu den Nebendarstellern (•) je Staffel und die Anzahl der Episoden mit Auftritten. Angegeben sind zudem die deutschen Synchronsprecher der Serie.
|                  |                     |                                                              |                  | Staffel | Staffel |          |                                |                                                          |
| Originalsprecher | Rollenname          | Rollenbeschreibung                                           | Spezies          | 1       | 2       | Episoden | 2. Synchronfassung (seit 1994) | 1. Synchronfassung (1976)                                |
| ---------------- | ------------------- | ------------------------------------------------------------ | ---------------- | ------- | ------- | -------- | ------------------------------ | -------------------------------------------------------- |
| William Shatner  | Capt. James T. Kirk | Captain der USS Enterprise                                   | Mensch           | ●       | ●       | 21       | Gert Günther Hoffmann          | Rolf Schult                                              |
| Leonard Nimoy    | Lt. Cmdr. Spock     | Erster Offizier und Wissenschaftsoffizier der USS Enterprise | Mensch/Vulkanier | ●       | ●       | 22       | Herbert Weicker                | Christian Rode                                           |
| DeForest Kelley  | Dr. Leonard McCoy   | Leitender medizinischer Offizier der USS Enterprise          | Mensch           | ●       | ●       | 19       | Randolf Kronberg               | Heinz Petruo                                             |
| James Doohan     | Montgomery Scott    | Chefingenieur der USS Enterprise                             | Mensch           | •       | •       | 21       | Kurt E. Ludwig                 | Thomas Danneberg                                         |
| James Doohan     | Lt. Arex            | Navigator der USS Enterprise                                 | Edosianer        | •       | •       | 19       | Ulf-Jürgen Wagner              | Karlheinz Brunnemann                                     |
| James Doohan     | Lt. Kyle            | Transportertechniker der USS Enterprise                      | Mensch           | •       | •       | 6 1      | Ulf J. Söhmisch                | Jochen Schröder                                          |
| James Doohan     | Lt. Gabler          | Ingenieur und Sicherheitsoffizier an Bord der USS Enterprise | Mensch           | •       | •       | 5 2      | Frank Muth                     | Claus Jurichs, Karlheinz Brunnemann, Uwe Paulsen         |
| Nichelle Nichols | Lt. Uhura           | Kommunikationsoffizierin der USS Enterprise                  | Mensch           | •       | •       | 19       | Ilona Grandke                  | Evamaria Miner (1. Stimme) 3 Renate Küster (2. Stimme) 4 |
| George Takei     | Lt. Hikaru Sulu     | Steuermann der USS Enterprise                                | Mensch           | •       | •       | 20       | Fred Klaus                     | Norbert Langer                                           |
| Majel Barrett    | Christine Chapel    | Krankenschwester an Bord der USS Enterprise                  | Mensch           | •       | •       | 9        | Katrin Fröhlich                | Ursula Herwig                                            |
| Majel Barrett    | Lt. M’Ress          | Kommunikationsoffizierin der USS Enterprise                  | Caitianerin      | •       | •       | 6        | Claudia Lössl                  | Edith Hancke                                             |

## Deutsche Ausstrahlungen
Die deutsche Erstausstrahlung der Zeichentrickserie erfolgte in gekürzter Form und mit anderen Sprechern als in der Realserie von Frühjahr bis Herbst 1976 um jeweils 18:35 Uhr im ZDF. Danach wurde die Serie in folgenden deutschen Programmen wiederholt:
- ProSieben: 1992 und im Sommer 1994
- Kabelkanal/Kabel 1: Januar 1995 – Dezember 1997 (im Rahmen von Bim Bam Bino), zuerst wochentags um 15:30 Uhr, ab Sommer 1995 samstags und sonntags mittags und schließlich ab Herbst 1997 nur noch mittags am Samstag
- Premiere: Juli 2000 – Mai 2002
- K-Toon: Februar 2001 – Februar 2003
- Junior: April 2001 – Dezember 2005
- Tele 5: Juni 2002 – August 2003
- Anixe: August 2007 – Dezember 2010

Die in den 1990er Jahren für die Videoveröffentlichung mit den Stammsprechern aus der Realserie rekonstruierte und nachsynchronisierte Fassung lief von 2016 bis 2017 auf Tele 5 erstmals im deutschen Fernsehen.
- Tele 5: September 2016 – September 2017

## Literarische Adaptionen
Der US-Verlag Ballantine Books veröffentlichte in zehn Bänden die Nacherzählungen aller 22 Episoden. Die ersten sechs Bände enthalten die Nacherzählungen von je drei Episoden, die anderen vier Bände von je einer Episode. Auf Deutsch erschienen sie erst im Goldmann Verlag und später im Loewe-Verlag. Alle Nacherzählungen wurden von Alan Dean Foster verfasst.